# Gonolobus fraternus
Gonolobus fraternus är en oleanderväxtart som beskrevs av Diederich Franz Leonhard von Schlechtendal. Gonolobus fraternus ingår i släktet Gonolobus och familjen oleanderväxter. Inga underarter finns listade i Catalogue of Life.